# Station Herrenberg
Station Herrenberg is een spoorwegstation in de Duitse plaats Herrenberg.  Het station werd in 1879 geopend. 